# Anna Akhsharumova
Anna Markovna Akhsharumova (Moscou, 9 de Janeiro de 1957) é uma enxadrista russo-estadunidense, detentora do  título WGM pela FIDE. Atualmente, ela é casada com o GM Boris Gulko.
Anna e seu marido se tornaram famosos no final da década de 1970 quando foram proibidos de emigrar para os EUA pelo governo soviético. Eles obtiveram permissão para emigrar somente em 1986.  Ela venceu o Campeonato Nacional Feminino Soviético de 1976 e 1984 e o Campeonato Nacional Feminino Estadunidense de 1987, vencendo todos os jogos.